# Marc Benioff

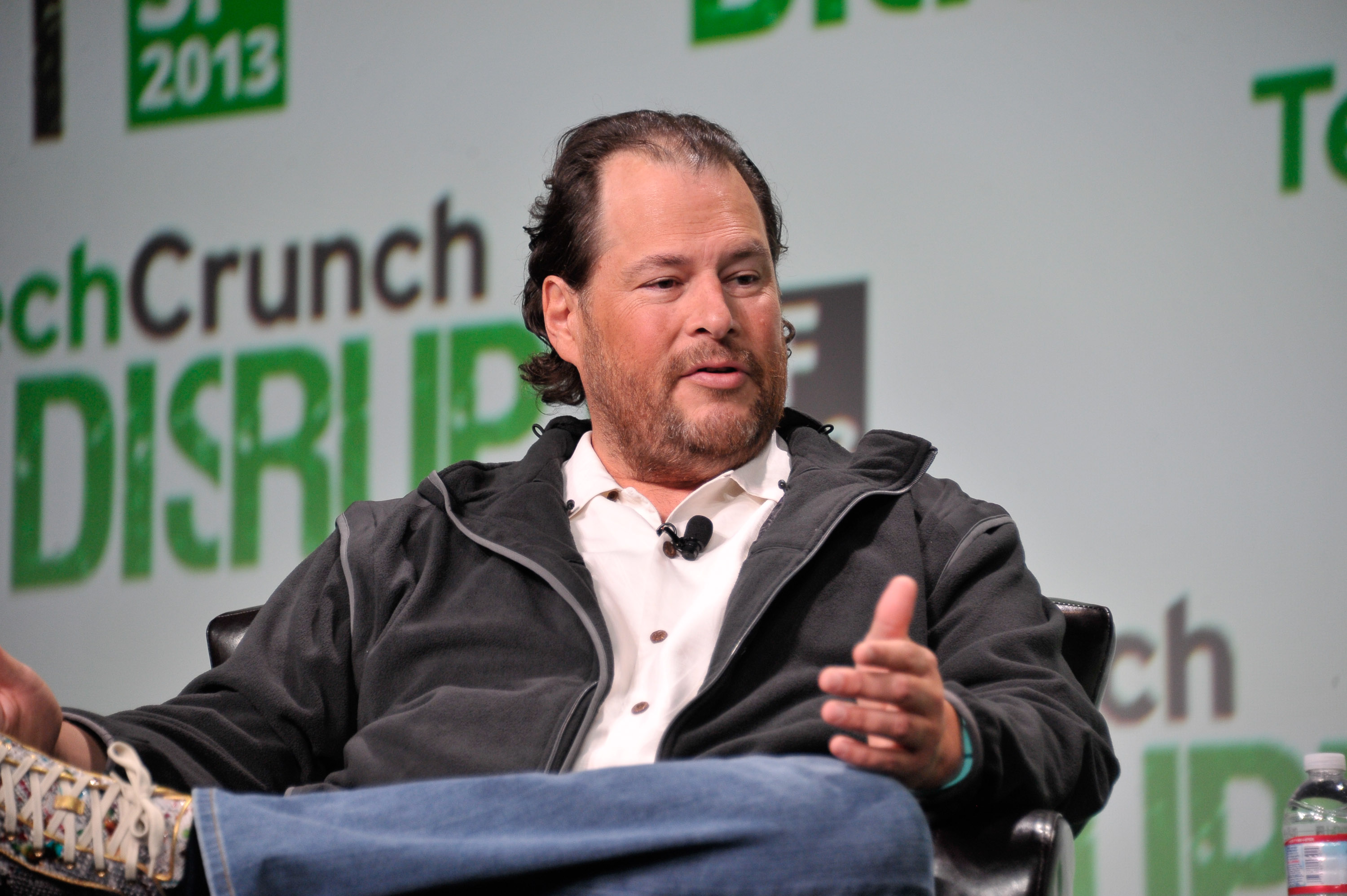
Marc Benioff (2013)

Marc Russell Benioff (* 25. September 1964 in San Francisco, Kalifornien) ist ein US-amerikanischer Unternehmer.

## Leben
Im März 1999 gründete er salesforce.com und ist damit ein Pionier des Cloud Computing.
Die Zeitschrift Forbes schätzt sein Vermögen im April 2022 auf rund 8,1 Mrd. USD.
Bereits als Schüler hatte Benioff eine Firma gegründet, die auf Spiele für Atari spezialisiert war. Nach seinem Schulabschluss 1982 studierte er an der University of Southern California, wo er 1986 einen Bachelor in Betriebswirtschaftslehre erhielt. Anschließend arbeitete er als Programmierer für den Apple Macintosh, wechselte dann zu Oracle, wo er im Bereich Marketing und Vertrieb Karriere machte.
2018 wurde Benioff in die American Academy of Arts and Sciences gewählt, 2019 in die National Academy of Engineering.
Im September 2018 wurde der Verkauf des Magazins Time vom bisherigen Eigentümer, der Mediengruppe Meredith, an Marc Benioff für 190 Millionen US-Dollar (163 Millionen Euro) bekannt.
Am 6. November 2019 spendete er 900.000 $ an die #teamtrees foundation, gegründet von MrBeast.

## Werke
- mit Karen Southwick: Compassionate Capitalism: How Corporations Can Make Doing Good an Integral Part of Doing Well. 2004.
- mit Carlye Adler: The Business of Changing the World: 20 Great Leaders on Strategic Corporate Philanthropy. 2006.
- mit Carlye Adler: Behind the Cloud: The Untold Story of How Salesforce.com Went from Idea to Billion-Dollar Company and Revolutionized an Industry. 2009.
- mit Monica Langley: Trailblazer: The Power of Business as the Greatest Platform for Change. 2019.